# In My Defence
Az In My Defence egy dal az 1986-os Time című musicalből. A szerzői Dave Clarke, David Soames és Jeff Daniels voltak. A bemutatást követően megjelent egy konceptalbum a darab dalaival, ahol az egyes dalokat különféle előadók dolgoztak fel – az In My Defence-t Freddie Mercury, a Queen rockegyüttes énekese. A dal felvételei 1985 októberében, az A Kind of Magic album felvételeinek szünetében történtek, a londoni Abbey Road Studiosban, és a müncheni Musicland Studiosban. Mercury ugyan ragaszkodott hozzá, hogy a Queen tagjai is részt vegyenek a felvételen, de Dave Clark meggyőzte, hogy az ő zenészeivel vegye fel – Mercury így ismerte meg Mike Morant, aki később több szólófelvételénél segédkezett.
Több remixe készült:
- Ron Nevinson átdolgozása, amely a The Freddie Mercury Albumon (és annak amerikai megfelelőjén, a The Great Pretenderen) jelent meg. Ez a verzió jelent meg 1992-ben kislemezen is, és a 8. helyet ért el a brit slágerlistán (3:52).
- Egy instrumentális változat, amely a 2000-es The Solo Collection válogatásra került fel (3:55).
- David Richards remixe, amely az ugyancsak 2000-es Solo albumon szerepelt (3:52).
- Egy videó verzió, amely a The Freddie Mercury Video Collection DVD-re került fel (3:51).

## Közreműködők
- Freddie Mercury: ének, háttérvokál
- Mike Moran: billentyűsök
- Paul Vincent: gitár
- Graham Jarvis: dob
- Andy Pask: basszusgitár
- Peter Banks: szintetizátor
- John Christie: háttérvokál

## Kislemez kiadás

### 7" (TCR 6331)
1. In My Defence (Ron Nevison Mix) – 3:52
2. Love Kills (Wolf Euro Version) – 4:28

### CD1 (CDRS 6331)
1. In My Defence (Ron Nevison Mix) – 3:52
2. Love Kills (Wolf Euro Version) – 4:28
3. She Blows Hot And Cold – 3:36
4. In My Defence – 3:55

### CD2 (CDRS 6331)
1. In My Defence (Ron Nevison Mix) – 3:52
2. Love Kills (Wolf Euro Version) – 4:28
3. Mr. Bad Guy – 4:10
4. Living on My Own (Underground Solution Mix) – 5:45

## Külső hivatkozások
- Dalszöveg
- Videóklip